# Die Tänzerin Navarro
Die Tänzerin Navarro ist ein deutsches Stummfilmdrama von 1922 mit Asta Nielsen in der Titelrolle.

## Handlung
Die Tänzerin Carmencita Navarro hat durch die Rache eines Javaners ihren Gatten, den Pflanzer Marcellus Gondriaan, und eines ihrer Kinder verloren. Mit ihrer Tochter an ihrer Seite kehrt sie daraufhin in ihre Heimat zurück und nimmt vor Ort ein Engagement in einem großen Varietéunternehmen an. Als sie eine Beziehung zu einem Geschäftsfreund ihres verstorbenen Mannes, einem gewissen Mortensen, eingeht, gerät sie plötzlich unter Spionageverdacht. Es kommt zu einer Verhandlung, die mit der Verhängung der Todesstrafe endet. Ehe Carmencita Navarro erschossen werden kann, rettet sie in letzter Minute eine Begnadigung.

## Produktionsnotizen
Die Tänzerin Navarro, einer der unbekanntesten Nielsen-Produktionen, passierte die Filmzensur am 18. November 1922, erhielt Jugendverbot und wurde am 2. April 1923 uraufgeführt. Ab dem 4. Januar 1924 konnte man den Streifen auch in Österreich sehen. Der Film besaß sechs Akte und war etwa 2400 Meter lang.

## Kritik
Wiens Neue Freie Presse schrieb: „Dieser Film bringt den Kritiker in Verlegenheit. Der Film zeigt in dramaturgischer Beziehung schwere Mängel. Eine ganze Fülle unorganischer, schwach oder gar nicht motivierter Begebenheiten bekommt man zu sehen. (…) Dieser Film bedeutet eine schwere Belastungsprobe für die Kunst und die Anziehungskraft dieser vielleicht größten aller Filmschauspielerinnen. Und Asta Nielsen vermag es tatsächlich, den vielfach gehäuften Unsinn dieses Films vergessen zu machen. Das Spiel dieser Frau kann gar nicht genug bewundert werden. In Ehren besteht neben ihr nur noch Alexander Granach, … der hier einen abgewiesenen und dadurch zur Raserei getriebenen Anbeter der Tänzerin ganz prachtvoll abstoßend gestaltet hat. Sehr gut, wenn auch leider nicht besonders hervortretend, Adele Sandrock in der kleinen Rolle der Mutter.“
In Paimann’s Filmlisten ist zu lesen: „Das Sujet ist ansprechend gehalten, hätte aber stellenweise mehr Tempo vertragen. Die Darstellung ist sehr gut, Aufmachung und Photos stellen zufrieden.“